# Санджак-бей
Санджак-бей, Санджак-бек (осман. سنجاق بك‎, тур. Sancak-beyi) — правитель санджака, военно-административной единицы в Османской империи. Санджак соответствует округу, а правитель санджака одновременно являлся начальником его вооруженных сил.
Слово «санджак» буквально означало «знамя». Этим словом определялось воинское формирование, которое выставлял данный санджак. Соответственно правитель санджака считался и командиром этого военного отряда.
Санджак-бей обладал теми же правами, что и бейлер-бей, но был подчинён бейлер-бею. Его права распространялись только в пределах своего округа.
В обязанности санджак-бея также входили погоня за бандитами, преследование еретиков, обеспечение оружия и продовольствия для армии и флота.